# Ssangyong Musso

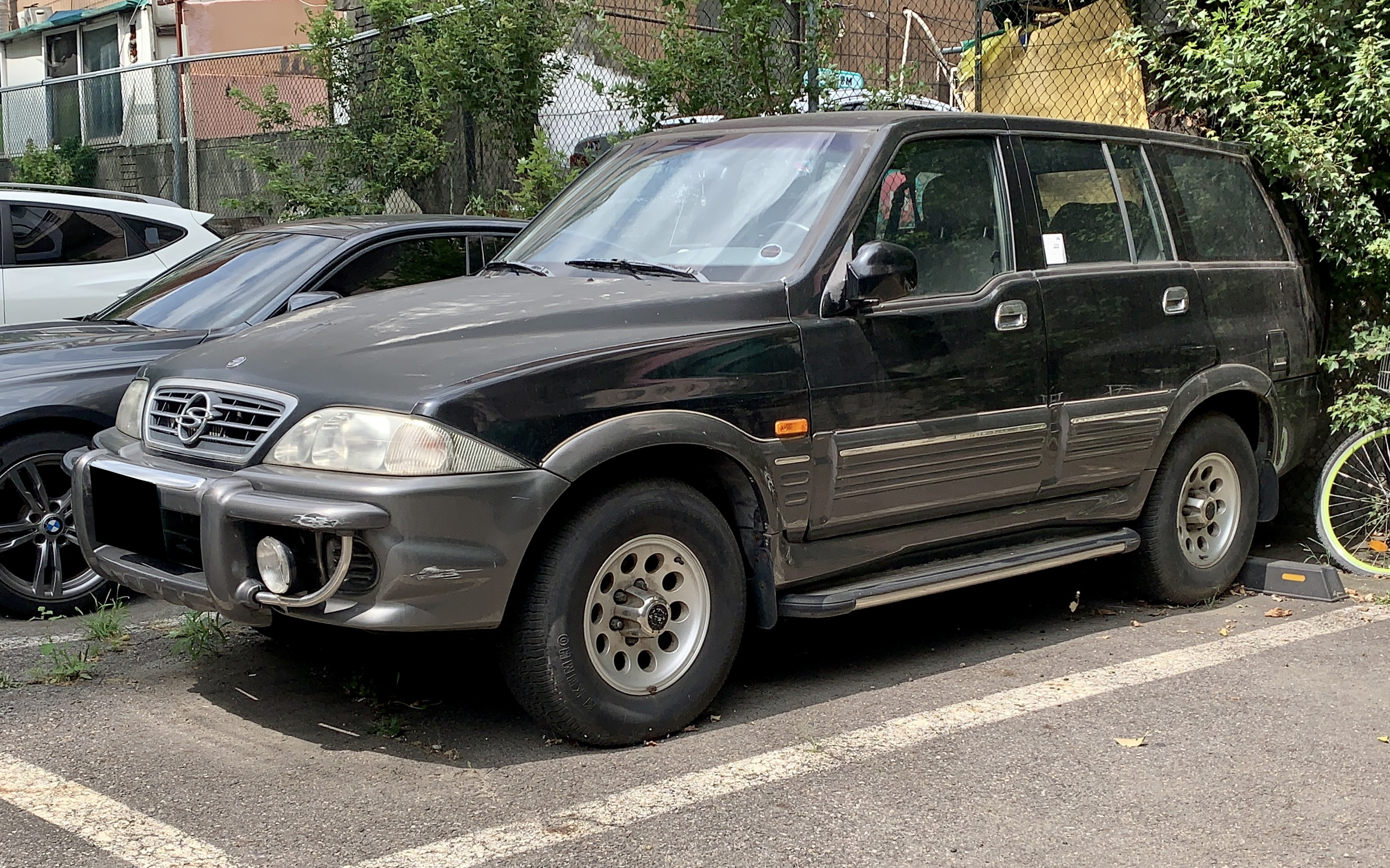
Ssangyong Musso

Ssangyong Musso var en SUV-modell som presenterades 1993. Modellen, som även såldes i Sverige, var en av Ssang Yongs första bilmodeller och tillverkades i Sydkorea. Det mesta av tekniken kom från Mercedes-Benz avlagda modeller, men karossen hade en egen design vilket skulle komma att bli varumärkets främsta kännetecken. På vissa marknader såldes modellen även som Mercedes-Benz Musso.
Musso var tillgänglig dels som kombi med fem sittplatser och på vissa marknader även som pickup med två sittplatser. Båda modellerna var fyrhjulsdrivna. 1999 bytte modellen namn på många marknader till Daewoo Musso, eftersom Daewoo hade köpt upp Ssang Yong. I samband med detta slutade modellen att säljas i Sverige. Musso slutade tillverkas 2005 och ersattes då av Actyonmodellen.